# Parco nazionale della Baschiria
Il parco nazionale della Baschiria (in russo национальный парк « Башкирия ») è un parco nazionale della Russia istituito l'11 settembre 1986 e situato in Baschiria, nei pressi di Meleuz. Non deve essere confuso con la vicina riserva naturale della Baschiria.

## Geografia
Il parco nazionale della Baschiria è situato sul versante sud-occidentale degli Urali meridionali, a ovest della linea spartiacque del massiccio dell'Uraltau, nella parte sud-orientale della Baschiria. Il suo territorio appartiene amministrativamente ai rajon di Meleuz, di Kugarči e di Burzjan. Il parco nazionale ingloba una quindicina di villaggi e frazioni per un totale di 3 800 abitanti.
Il parco si estende su 92.000 ettari, dei quali 82.200 appartenenti al parco vero e proprio e i restanti 8800 appartenenti a proprietari privati. Queste proprietà sono situate all'interno del parco nazionale, senza limitazioni dei diritti dei proprietari. Il 95% del territorio è costituito da foreste e il restante 5% da pascoli e campi coltivati, strade, sentieri, ecc. Fiumi e paludi costituiscono una parte insignificante della superficie del parco (lo 0,1%), appena 50 ettari.

## Fauna
Tra i mammiferi presenti nel parco figurano l'orso bruno, il lupo, la volpe, la lince, il tasso, la martora dei pini, l'ermellino, la donnola, la puzzola, il visone europeo, la lontra, la lepre siberiana e la lepre europea, nonché roditori come lo scoiattolo volante, lo scoiattolo, il tamia, il ratto muschiato, il citello rosso, il criceto grigio, il gerboa maggiore ed erbivori come l'alce e il capriolo.
Gli uccelli sono rappresentati da 231 specie, delle quali 148 nidificanti, e i pesci da 32 specie, tra cui il luccio, il taimen, il temolo, il lucioperca e la trota di torrente.

## Flora
È composta principalmente da latifoglie e da qualche zona di conifere e di betulle. Il parco elenca 765 specie, delle quali una quarantina, rare e a rischio di estinzione, sono inserite sul libro rosso della repubblica di Baschiria. Una dozzina sono inserite sul libro rosso della Russia delle specie minacciate.

## Turismo
Trentamila visitatori visitano il parco ogni anno. Le attrazioni più popolari sono i fiumi Belaja e Nugush, il bacino idrico del Nugush, il territorio di Kutuk con le sue trentasei grotte, le sue sorgenti, le sue strettoie e le sue cascate. All'interno del parco vi sono tre monumenti naturali: la cascata di Kuperlia sul Nugush (quindici metri), la grotta di Sumgan-Kutuk, di centotrenta metri di profondità, e la radura dell'Orso.
Gli itinerari da percorrere a piedi o a cavallo sono contrassegnati. Entro il territorio della repubblica di Baschiria si trova inoltre la riserva naturale della Baschiria.